# 셀던 M. 스턴
셀던 M. 스턴(영어: Sheldon M. Stern, 1939년 8월 14일 ~ )은 미국 케네디 도서관 내 상임 역사학자 출신의 저술가다.《존 F. 케네디의 13일》의 저자인 그는 케네디 대통령이 남긴 백악관 비밀 녹취록을 가장 먼저 분석한 인물이다. 저자 셀던 M. 스턴은 하버드 대학에서 박사 학위를 받고 10년 이상 대학에서 미국사를 가르쳤다. 격동의 60년대 교육을 받고 신좌파 역사학에 영향을 받은 스턴은, 1977년에서 1999년까지 23년간 케네디 도서관의 역사학자로 일했다. 미국 역사 학자 가운데 케네디 대통령이 재임 시절에 녹음한 비밀 테이프를 가장 먼저 듣고 분석했고, 1983년부터 1997년까지 단계적으로 진행된 쿠바 미사일 위기 테이프의 기밀 해제 작업에 관여했다. 스턴은 이 일이 역사학자의 궁극적인 판타지였다고 소회를 밝혔다.

## 저서
- 《미국인이 기억하는 쿠바 미사일 위기(The Cuban Missile Crisis in American Memory》(Stanford University Press, 2012)
- 《존 F. 케네디의 13일(the Week the World Stood Still》(Stanford University Press, 2005/한국어판: 모던타임스, 2013)
- 《결정적 실패 피하기(Averting the final failure)》(Stanford University Press, 2003)